# 칠중주

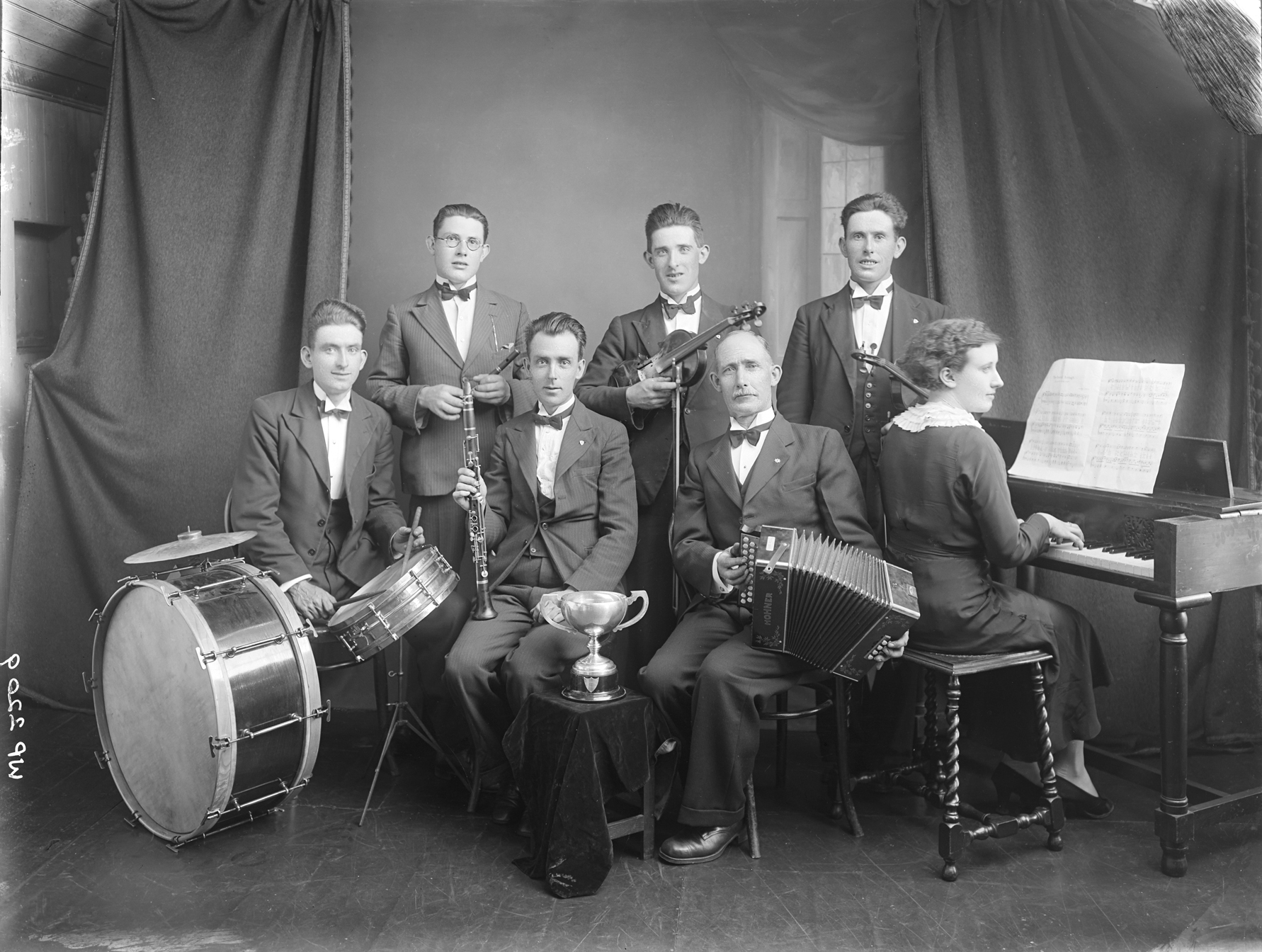
1920년 즈음의 재즈 음악가들

칠중주(七重奏, septet)는 7개의 독주악기로 편성된 중주인데, 악기의 편성방법은 여러 가지가 있다. 그러나 중주라고는 하지만 7중주부터는 소편성의 관현악적인 것에 매우 접근하여 실내악적인 취향을 상실하고 있는 것도 적지 않다. 디베르티멘토나 세레나데에서도 7중주로 한 것을 볼 수 있다(모차르트의 작품 등). 베토벤의 7중주곡은 바이올린·비올라·첼로·콘트라베이스·호른·파곳·클라리넷으로 된 편성이며 곡 자체는 디베르티멘토적이다. 19세기에 이르러 하프 등을 더한 것도 나타났다.